# Alsó-Kaliforniai Köztársaság
Az Alsó-Kaliforniai Köztársaság (angolul Republic of Baja California, spanyolul República de Baja California) egykori el nem ismert de facto államalakulat volt a Mexikóhoz tartozó Kaliforniai-félsziget déli felén, amit az amerikaiak nem ragadtak el Mexikótól az 1846–48-as háborúban. A köztársaság voltaképpen William Walker kalandor (filibuszter) magánállama volt, ami azonban nem gyakorolt jelentős hatalmat a térség felett, csupán La Paz városának egy részét uralta. Az államot 1853-ban proklamálták. A következő évben Walker egy gyors akcióval megvetette a lábát Sonora mexikói állam területén is és létrehozta a Sonorai Köztársaságot, amit egyesített Alsó-Kaliforniával. Walker próbálkozása ellenére nem sikerült katonai segítséget kérnie az Egyesült Államoktól és 1854 közepén a mexikói csapatok visszafoglalták a jenki kalandoroktól mindkét államot.

## Előzmények
William Walker orvosként és szerencsevadászként érkezett az Egyesült Államokhoz frissen hozzácsatolt Felső-Kaliforniába, a mai Kalifornia államba, ahol ez idő tájt jelentős aranylelőhelyekre bukkantak. Az aranyláz emberek tömegeit vonzotta nyugatra, ezért Kalifornia lakosságának jelentős része angolszász nyelvű lett rövidesen, ahogyan Texas is két évtizeddel korábban. San Francisco népessége napok alatt robbanásszerűen nőtt.
Walker elsődleges célja Sonora meghódítása volt. Néhány támogatóra is lelt tőkések és ültetvényesek személyében, akik új, még kiaknázatlan földeket akartak szerezni, ahol rabszolgamunkával állítottak volna elő nyersanyagokat, s erre legalkalmasabb helynek Sonora mutatkozott. Walker támogatói közé tartozhatott a rendkívül befolyásos holland származású William Henry Vanderbilt is. A kaliforniai hatóságok nem ügyeltek Walkerre, noha az államok szigorúan tiltották az effajta akciókat.

## Walker expedíciója
Walker 45 embert toborzott össze azzal a szándékkal, hogy betör mexikói területre, ám a mexikói hadsereg nagyon is számított ilyen beavatkozásokra. 1852-ben francia kalandorok, Gaston de Raousset-Boulbon vezérletével már vezettek egy magánexpedíciót Sonorába, amit a helyi erők meghiúsítottak. 1853. október 17-én Walker jenki zsoldosai a sonorai Guaymasnál kezdték el hadműveleteiket, de nem jártak sikerrel, ahogyan a franciák sem.

## A köztársaság kikiáltása
Walker ekkor irányt változtatott és megpróbált egy másik helyen bázist kiépíteni, ahonnan megkezdhette Sonora elfoglalását. Ezért a Caroline nevű vitorlással áthajóztatta embereit Alsó-Kaliforniába és október 28-án partraszállt Cabo San Lucas településnél. A jenkik néhány nap múlva bevonultak La Pazba, a terület székhelyére, ahol megadásra késztették Rafael Espinosa kormányzót. Walker valószínűleg a néhány évvel korábban, északon, amerikai telepesek és hozzájuk csatlakozott kaliforniai spanyolajkú emberek által kikiáltott Kaliforniai Köztársaság mintájára nyomban zászlót készített és ezt felvonta a mexikói lobogó helyére a városban. November 3-án a kalandorok bejelentették a független Alsó-Kalifornia megalakulását.
Walkernek legfeljebb csak La Pazban volt hatalma, bár szinte az is csak marginálisnak tűnt. A lakosság alig vett róla tudomást és senki sem csatlakozott a helyiek közül az amerikaiakhoz. Rövidesen a városba érkezett Juan Climaco Rebolledo ezredes is, akinek Espinosát kellett volna felváltani a kormányzói székben, de nem tudott arról, hogy a várost az amerikaiak elfoglalták.

## Egyesülés Sonorával
Walker próbálta rávenni a helyieket a csatlakozásra, állítva, hogy a mexikói központi kormány zsarnok és dekadens. Bár Mexikót hosszú ideje belső egyenetlenségek és fegyveres viszályok gyötörték, az alsó-kaliforniai lakosok egyáltalán nem fogadták el a megszállókat, sőt kisebb összecsapások is kitörtek La Pazban a polgárok és a zsoldosok között. Walker ezért áthelyezte főhadiszállását a határhoz közeli Ensenadába, ahonnan megkezdhette Sonora megszállását. Itt kiáltványt tett közzé az amerikaiakhoz, hogy köztársasága demokratikus és nemes céllal született, de meg kell védeni a mexikói támadástól. Idealisták és szerencsevadászok felfigyeltek Walker felhívására és az Anita nevű hajón rövidesen 253 önkéntes érkezett Walkerékhez Ensenadába, akikkel Walker megkezdte utóbb Sonora kudarccal végződött megszállását.

## Lásd még
- Sonorai Francia Állam